# Digitaria argyrotricha
Digitaria argyrotricha är en gräsart som först beskrevs av Nils Johan Andersson, och fick sitt nu gällande namn av Emilio Chiovenda. Digitaria argyrotricha ingår i släktet fingerhirser, och familjen gräs. Inga underarter finns listade i Catalogue of Life.